# Guinkirchen
Guinkirchen település Franciaországban, Moselle megyében. Lakosainak száma 143 fő (2022. január 1.). Guinkirchen Burtoncourt, Charleville-sous-Bois, Gomelange, Hinckange, Mégange és Roupeldange községekkel határos.

## Népesség
A település népességének változása:
| Lakosok száma | 159  | 149  | 156  | 186  | 176  | 156  | 152  | 149  | 147  | 143  |
|               | 1968 | 1982 | 1990 | 2006 | 2013 | 2015 | 2017 | 2019 | 2020 | 2022 |